# مقاطعة كلينتون (نيويورك)
مقاطعة كلينتون (بالإنجليزية: Clinton County)‏ هي إحدى المقاطعات في ولاية نيويورك في الولايات المتحدة الأمريكية. بلغ عدد سكانها 82,128 نسمة في تعداد عام 2010.

## أعلام
- إدموند بلات
- تشارلز جيبسون
- جوناس بلات
- والاس إي. بيرس